# Lichen sclerosus
Il lichen sclerosus o lichen scleroatrofico è una dermatosi infiammatoria che colpisce prevalentemente la cute ano-genitale.

## Epidemiologia
È una patologia comune che mostra un primo picco d'incidenza in epoca pre-puberale e un secondo in post-menopausa ma può colpire uomini e donne di qualsiasi età. La prevalenza arriva fino al 3% nelle donne in menopausa mentre negli uomini arriva ad essere fino a dieci volte inferiore. È stata dimostrata l'associazione con patologie autoimmuni, in particolare tiroidee, che si presentano nel 20% dei pazienti affetti da lichen sclerosus. Frequente la concomitanza di psoriasi. La patologia è associata ad HLA-DQ7 e la familiarità è positiva nel 12% dei casi.

## Eziologia
L'eziologia del lichen sclerosus è sconosciuta. Si pensa che si tratti di una patologia autoimmune geneticamente determinata. Nel 75% delle donne sono stati identificati anticorpi IgG anti-proteina della matrice extracellulare (anti-ECM1).

## Istopatologia
Si riscontra assottigliamento dell'epidermide (od ispessimento nel caso di iperplasia a cellule squamose) ed appiattimento delle creste epidermiche. Il derma superficiale subisce ialinizzazione ed è privo di elastina; al di sotto di esso si riscontrano un infiltrato linfocitario a banda e stravasi ematici.

## Clinica
Si presenta sotto forma di chiazze o placche biancastre atrofiche singole o multiple tendenti alla confluenza. Le placche possono essere edematose e sviluppare erosioni, bolle, ragadi o ulcere. Le sedi più comuni sono le commissure anteriori e posteriori, clitoride, grandi e piccole labbra, cute perianale (nelle femmine, molto raro nei maschi) e pieghe genito-crurali. Quando interessa il pene, è conosciuta anche come balanite xerotica obliterante. Meno comunemente (10% dei casi) può interessare sedi extra-genitali come la regione scapolare, glutei, cosce, polsi, cuoio capelluto, viso, labbra e unghie dove si presenta sotto forma di papule o placche bianco avorio. Le lesioni guariscono formando tessuto cicatriziale che può determinare stenosi uretrale, deformazione o perdita delle piccole labbra, copertura del glande del clitoride da parte del prepuzio sclerotico e stenosi dell'introito vaginale.
Le lesioni determinano spesso intenso prurito, possibili fastidio e dispareunia se presente stenosi dell'introito vaginale. Può determinare costipazione nelle bambine.
Il lichen sclerosus è associato ad un aumento del rischio di carcinoma spinocellulare vulvare che si riscontra nel 4% dei casi mentre nella metà dei casi di carcinoma spinocellulare vulvare vi è evidenza di lichen sclerosus.

## Diagnosi
La diagnosi è clinica e si effettua mediante anamnesi ed esame obiettivo. Utile l'indagine al dermatoscopio. Nei casi in cui vi sia il sospetto di un carcinoma spinocellulare, nelle forme atipiche o nelle lesioni refrattarie al trattamento con corticosteroidi topici è fondamentale effettuare un prelievo bioptico.

## Terapia
Le lesioni rispondono al trattamento con corticosteroidi ad attività molto elevata come il clobetasolo propionato. La terapia deve proseguire per 3 mesi con progressivo décalage. Buona parte dei pazienti va in remissione e non richiede ulteriori trattamenti tuttavia le recidive sono frequenti e richiedono una ripetizione della medicazione topica ed eventualmente l'utilizzo dell'unguento corticosteroideo al bisogno. I casi refrattari ai corticosteroidi possono essere trattati con brevi cicli di inibitori della calcineurina come tacrolimus o pimecrolimus. Gli esiti cicatriziali, lesioni pre-neoplastiche o carcinomi spinocellulari devono essere trattati chirurgicamente.